# Teaterkonfekt

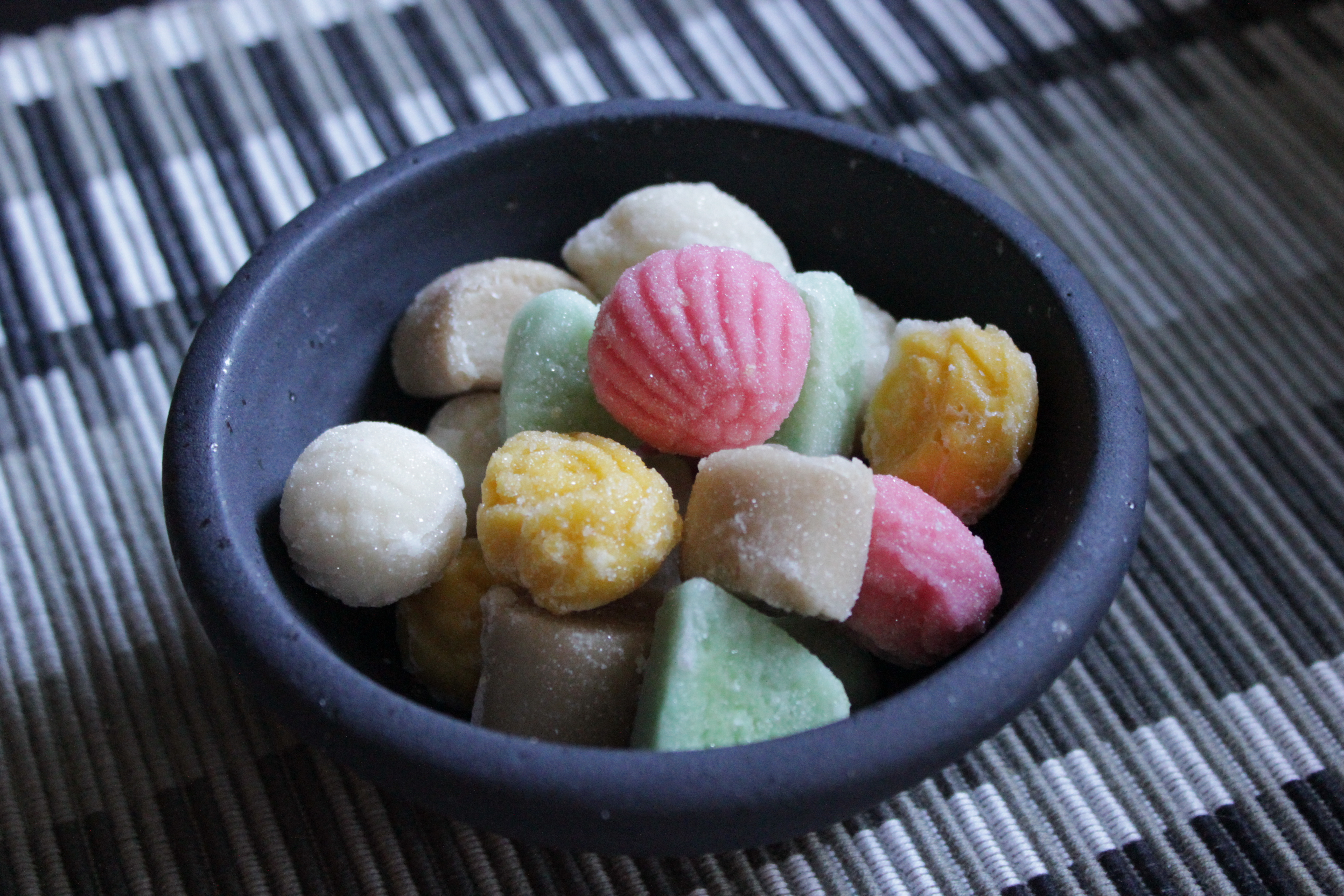
Teaterkonfekt.

Teaterkonfekt är marsipanfigurer formade som miniatyrfrukter och grönsaker. Den fanns förr i prasselfria påsar som såldes till teaterpublik, därav namnet. Konfekten är numer ovanlig att få tag på, speciellt i vanliga affärer, men under marknader, särskilt runt Höglandet i Småland (Nässjö, Eksjö, Sävsjö, Vetlanda och Tranås) är de obligatoriska bland karamellstånden. Flera godistillverkare runt omkring Höglandet gör sina egna karameller. Den mest kända tillverkaren är 
Mariannelunds Karamellkokeri.